# Michaił Czudow
Michaił Siemionowicz Czudow (ros. Михаил Семёнович Чудов, ur. 5 września?/17 września 1893 we wsi Choniejewo w guberni twerskiej, zm. 30 października 1937) – radziecki działacz partyjny, I sekretarz Północnokaukaskiego Komitetu Krajowego WKP(b) (1926-1928).

## Życiorys
Pracował w drukarni w Petersburgu, w 1913 wstąpił do SDPRR(b), w 1915 powołany do rosyjskiej armii, zdezerterował, w latach 1915-1917 w Finlandii, w 1917 w Centrofłocie, przewodniczący Związku Pracowników Typografii Ministerstwa Morskiego, członek Zarządu Związku Drukarzy, komisarz typografii i członek Sztabu Rewolucyjnego Ministerstwa Morskiego, członek Morskiego Sztabu Wojskowo-Rewolucyjnego w Piotrogrodzie, w 1918 przewodniczący biura partyjnego RKP(b) w Bieżecku. Od lipca 1918 przewodniczący bieżeckiego komitetu rewolucyjnego, od sierpnia 1918 do 1920 przewodniczący powiatowego komitetu RKP(b) w Bieżecku i przewodniczący Komitetu Wykonawczego Rady Powiatowej w Bieżecku, od 31 sierpnia 1920 do 26 kwietnia 1922 przewodniczący Komitetu Wykonawczego Twerskiej Rady Gubernialnej, od 23 marca 1922 do 5 maja 1925 sekretarz odpowiedzialny twerskiego gubernialnego komitetu RKP(b), od maja 1925 do listopada 1926 sekretarz odpowiedzialny dońskiego komitetu okręgowego RKP(b)/WKP(b). Od 25 kwietnia 1923 do 18 grudnia 1925 zastępca członka KC RKP(b), od 31 grudnia 1925 do 29 czerwca 1937 członek KC WKP(b), od listopada 1926 do stycznia 1928 I sekretarz Północnokaukaskiego Komitetu Krajowego WKP(b), od lutego 1928 do 13 grudnia 1931 II sekretarz Leningradzkiego Komitetu Obwodowego WKP(b), od 13 grudnia 1931 do czerwca 1932 II sekretarz Komitetu Miejskiego WKP(b) w Leningradzie, od czerwca 1932 do 15 czerwca 1936 ponownie II sekretarz Leningradzkiego Komitetu Obwodowego WKP(b), od czerwca 1936 do czerwca 1937 przewodniczący Wszechzwiązkowej Rady Kooperatyw Przemysłowych.
28 czerwca 1937 aresztowany, później skazany na śmierć przez Kolegium Wojskowe Sądu Najwyższego ZSRR i rozstrzelany. 17 marca 1956 pośmiertnie zrehabilitowany.